# Geraldine Kemper

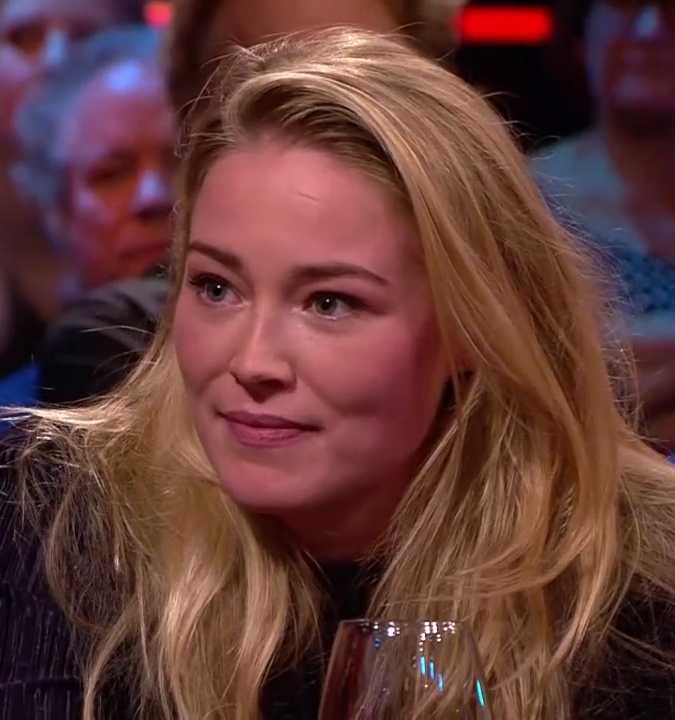
Geraldine Kemper (2017)

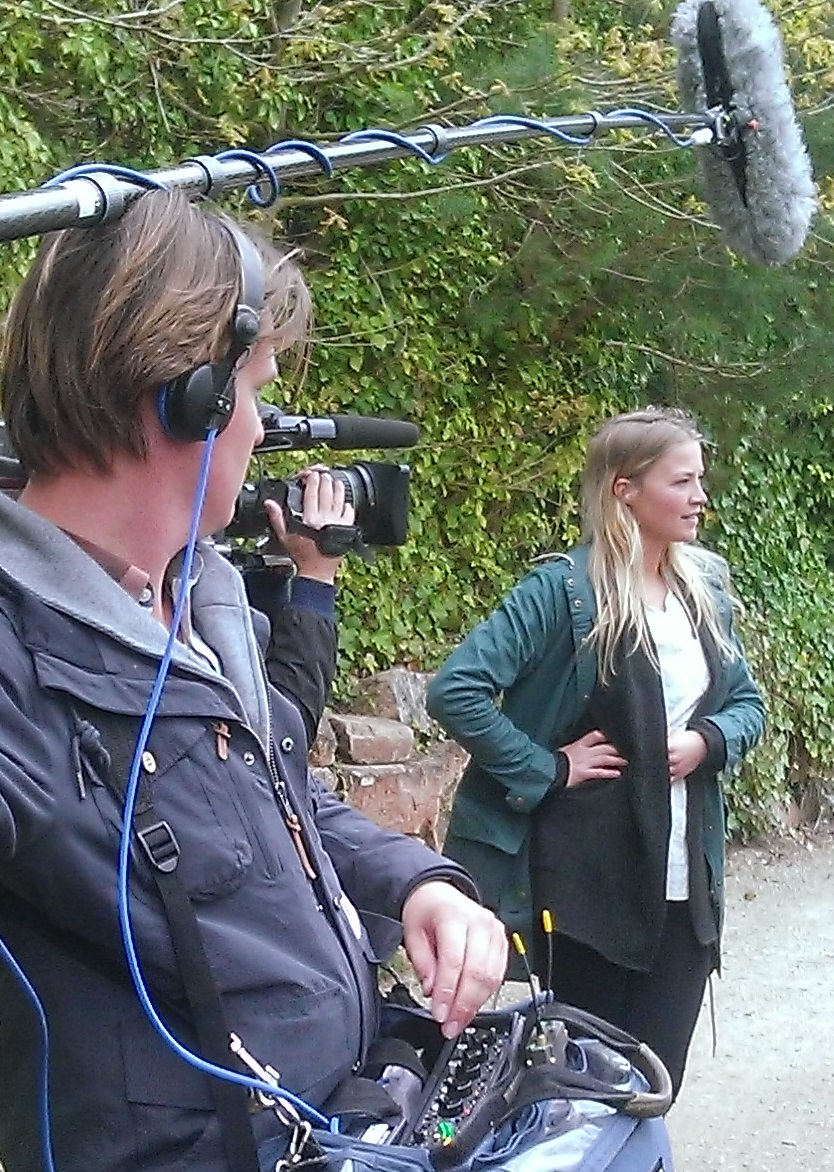
Geraldine Kemper während Aufnahmen für Spuiten en Slikken

Geraldine Jane Kemper (* 26. Januar 1990 in Amsterdam) ist eine niederländische Fernsehmoderatorin von RTL Nederland und ehemals BNN. Sie gewann die Fernsehshow Sterretje Gezocht und kam dadurch zu ihrem Job als Moderatorin beim öffentlich-rechtlichen Fernsehen.

## Biografie
Kemper ist in Volendam aufgewachsen und lebt in Amsterdam. Sie studierte Sportmanagement an der Universität von Amsterdam und arbeitete bei ihrem Onkel und ihrer Tante an der Theke des Fischfeinkostladens Viscircus Koning in Almere Stad.
Ihre Mitgliedschaft im Verein AV Edam war der Grund für ihr Fachhochschulstudium des Sport- und Marketingmanagements.
Kemper ist die Nichte der Sängerin Maribelle. Sie hat im Jahr 2009 für die niederländische Ausgabe des Männermagazins FHM posiert.

## Filmografie (Auswahl)
Fernsehen
als Schauspielerin
- Onderweg naar Morgen – BNN – 2010 – als Monique (Staffel 17)

als Moderatorin
- Spuiten en Slikken Sommertour – BNN – 2009 – 1 Folge
- Spuiten en Slikken – BNN – seit 2009 – Durchführen von Experimenten (Gerries erstes Mal)
- Try Before You Die – BNN – 2009–2010
- Trick Mania – 101 TV – 2009
- Lekker Langzaam – 101 TV – 2010
- 101 Repo – 101 TV – 2010
- Try Before You Die 2 – BNN – 2011-heute
- Nu We Er Toch Zijn, Op Vakantie – BNN – seit 2011
- 3 op Reis Summertime – BNN – 2012
- 3 op Reis – BNN – 2012-heute
- The Next MC – 101 TV – 2013
- De Nationale 2013 test – BNN – 2013
- De Social Club – BNN – 2014
- Ruben vs Geraldine – BNN – 2014
- 3 op Reis Backpack – BNN – 2015
- Jan vs Geraldine – BNN – 2016
- Proefkonijnen – BNN – 2016–2017
- Je zal het maar zijn – BNNVARA – 2018
- Expeditie Robinson: NL vs BE – Videoland & VIER – 2020
- The Voice of Holland (Backstage) – RTL 4 – 2020-heute
- Geraldine en de vrouwen – RTL 4 – 2020
- Big Brother 7 – RTL 5 & VIER – 2021

als Kandidatin
- Sterretje Gezocht – BNN – 2009
- Expeditie Robinson – RTL – 2013